# Rodolfo Delgado Severino
Rodolfo Delgado Severino (Acayucan, Veracruz, 20 de mayo de 1914-?) fue un militar y político mexicano, fue miembro del Partido Revolucionario Institucional (PRI) y luego del Partido Auténtico de la Revolución Mexicana (PARM). Fue diputado federal de 1979 a 1982.

## Biografía
Egresado del Heroico Colegio Militar con el grado de teniente segundo de caballería y diplomado de estado mayor de la Escuela Superior de Guerra. De 1939 a 1949 fue profesor en la Universidad Autónoma Chapingo y también fue profesor de Historia Militar en el Heroico Colegio Militar y en la Escuela Militar de Aplicación de las Armas y Servicios.
En 1929 combatió a la Rebelión escobarista. Miembro del Partido Nacional Revolucionario (PNR) —antecedente del PRI—, partició en la campaña presidencial de Manuel Ávila Camacho en las elecciones de 1940, y luego fue adjunto y jefe de seguridad de la campaña presidencial de Miguel Alemán Valdés en las elecciones de 1946. Al asumir Miguel Alemán la presidencia, lo designó como subjefe del Estado Mayor Presidencial, cargo ocupó toda su presidencia, hasta 1952.
En 1952 fue agregado militar de México en Estados Unidos y en Argentina. Posteriormente ocupó los cargos de jefe de la policía judicial y luego de Seguridad Pública del gobierno de Baja California. En 1957 fue jefe de seguridad de la campaña de Gustavo Baz Prada a la gubernatura del estado de México. Tras esto, renunció a su militancia en el PRI y se unió al PARM.
Reintegrado en la carrera militar, fue comandante de la 31.ª zona militar en Tuxtla Gutiérrez, Chiapas en 1966; de la 19.ª zona militar en Ciudad Ixtepec, Oaxaca de 1971 a 1973; de la 8.ª zona militar en Tampico, Tamaulipas de 1973 a 1976; y, de la 6ª zona militar en Saltillo, Coahuila en 1976. En 1979 fue elegido diputado federal por el principio de representación proporcional postulado por el PARM, a la LI Legislatura que concluyó en 1982.